# Désiré Keteleer
Désiré Keteleer (Anderlecht, 13 de junio de 1920-Rebecq-Rognon, 17 de septiembre de 1970) fue un ciclista belga que fue profesional entre 1942 y 1961. Durante dicho periodo, consiguió 42 victorias, entre ellas la primera edición del Tour de Romandía en 1947, dos etapas del Giro de Italia, una del Tour de Francia y la Flecha Valona de 1946.

## Palmarés
- 1942
  - 1.º en el Premio de Vinkt
- 1945
  - 1.º en el Premio de Ciney
  - 1.º en el Premio de La Louvière
  - Vencedor de 2 etapas de la Vuelta a Bélgica
- 1946
  - 1.º en la Flecha Valona
  - 1.º en la Bruselas-Spa
  - 1.º en el Premio de Schaerbeek
  - 1.º en el Premio de Alost
  - Vencedor de una etapa de la Vuelta a Bélgica
- 1947
  - 1.º en el Tour de Romandía, con 2 victorias de etapa
  - 1.º en el Circuito de las Once Villas
  - 1.º en el Circuito de Escaut-Dendre-Lys
  - 1.º en el Circuito de Kampenhout-Charleroi-Kampenhout
  - Vencedor de 2 etapas de la Vuelta a Suiza
  - 1.º en Elfstedenronde
- 1948
  - 1.º en la Roubaix-Huy
  - 1.º en el Circuito de las Régions Fronterizas
  - Vencedor de una etapa al Giro de Italia
- 1949
  - Vencedor de una etapa al Tour de Francia
- 1950
  - 1.º en el Premio de Wavre
  - Vencedor de 4 etapas de la Vuelta a Alemania
  - Vencedor de una etapa de la Volta a Cataluña
  - Vencedor de una etapa del Tour de Romandía
- 1952
  - Vencedor de una etapa al Giro de Italia
  - Vencedor de una etapa de la Vuelta a Suiza
- 1953
  - Campeón de Bélgica por Clubes (contrarreloj)
  - Vencedor de una etapa de la Tour de Argelia
  - 1.º en el Premio de Gembloux
  - 1.º en el Premio de Wezembeek
- 1954
  - 1.º en el Gran Premio de Lede
  - 1.º en el Premio de Mere
  - 1.º en el Premio de Hoegaarden
- 1956
  - 1.º en el Premio de Hoegaarden
- 1957
  - Vencedor de una etapa de la París-Niza
- 1958
  - Vencedor de una etapa de la Vuelta a Suiza
  - 1.º en el Premio de Londerzeel

### Resultados al Giro de Italia
- 1948. Abandona (18.ª etapa). Vencedor de una etapa
- 1950. 42.º de la clasificación general
- 1951. 60.º de la clasificación general
- 1952. 33.º de la clasificación general y vencedor de una etapa
- 1955. 59.º de la clasificación general
- 1958. 29º de la clasificación general
- 1960. Abandona

### Resultados al Tour de Francia
- 1949. 34º de la clasificación general y vencedor de una etapa
- 1957. 17.º de la clasificación general